# Indiana Fever 2010
La stagione 2010 delle Indiana Fever fu l'11ª nella WNBA per la franchigia.
Le Indiana Fever arrivarono terze nella Eastern Conference con un record di 21-13. Nei play-off persero la semifinale di conference con le New York Liberty (2-1).

## Roster
| N° | Naz.                   | Ruolo | Sportivo           | Anno | Alt. | Peso |
| -- | ---------------------- | ----- | ------------------ | ---- | ---- | ---- |
| 1  | Stati Uniti (bandiera) | G     | Shavonte Zellous   | 1986 | 178  | 70   |
| 8  | Canada (bandiera)      | C     | Tammy Sutton-Brown | 1978 | 193  | 91   |
| 10 | Stati Uniti (bandiera) | G     | Jené Morris        | 1987 | 175  | 66   |
| 14 | Stati Uniti (bandiera) | G     | Shay Murphy        | 1985 | 180  | 74   |
| 20 | Stati Uniti (bandiera) | G     | Briann January     | 1987 | 173  | 73   |
| 21 | Stati Uniti (bandiera) | A     | Joy Cheek          | 1988 | 185  | 91   |
| 22 | Stati Uniti (bandiera) | G     | Allie Quigley      | 1986 | 178  | 64   |
| 23 | Stati Uniti (bandiera) | GA    | Katie Douglas      | 1979 | 183  | 75   |
| 24 | Stati Uniti (bandiera) | A     | Tamika Catchings   | 1979 | 185  | 76   |
| 31 | Stati Uniti (bandiera) | AC    | Jessica Moore      | 1982 | 191  | 79   |
| 32 | Stati Uniti (bandiera) | A     | Ebony Hoffman      | 1982 | 188  | 98   |
| 41 | Australia (bandiera)   | G     | Tully Bevilaqua    | 1972 | 170  | 66   |
| 50 | Stati Uniti (bandiera) | C     | Jessica Davenport  | 1985 | 196  | 98   |

## Staff tecnico
- Allenatore: Lin Dunn
- Vice-allenatori: Gary Kloppenburg, Jim Lewis
- Preparatore atletico: Craig Stull
- Preparatore fisico: Brandon Johnson